# Симон (Кохановский)
Симон Кохановский — иеромонах, переводчик и проповедник начала XVIII века.
Из воспитанников Киевской духовной академии. В 1721 году находился в Нарве как флотский иеромонах; по определению Священного Синода от 20—29 октября того же года учитель-иеромонах назначен проповедником Слова Божия в Санкт-Петербурге с положением ему «трактамента против обретающихся в Москве подобных ему учителей вдвое одной персоны», который он и получал в Священном Синоде из наличных синодских сумм. 
Псковский архиепископ Феофан Прокопович в донесении от 28 февраля 1722 года жалуется Священному Синоду на досады, причиненные ему иеромонахом С. Кохановским (который жил в его доме), и в доказательство справедливости жалобы ссылается на приложенное к донесению письмо Симона Кохановского к Нежинскому архимандриту Епифанию, в коем Феофан видит дерзкое коварство Симона. 
Священный Синод постановил: асессорам в Санкт-Петербурге послать указ, чтобы иеромонаха Симона немедленно выслали из столицы в Москву под конвоем, наняв подводы на его счет; чтобы все его пожитки «запечатали тайно, а письма, какие найдутся, взяли и, не прочитывая их», также прислали немедленно в Москву. 7 марта 1722 года Симон был выслан в Москву, а 9 марта были высланы и письма его в двух ящиках и, сверх того, в особом пакете. 

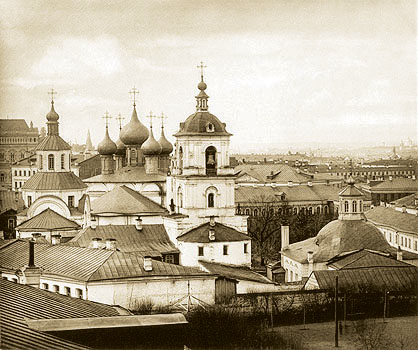
Златоустовский монастырь
(уничтожен большевиками)

По прибытии в Москву Симон Кохановский был отправлен в Златоустовский монастырь при указе, «чтоб его содержать под таким присмотром, дабы к нему никто допускаем не был и ни с кем бы никаких разговоров он не имел и чернил и бумаги ему не давать». 
8 июня, выслушав дело, Священный Синод постановил: отрешить иеромонаха Симона от должности проповедника в Санкт-Петербурге и отослать его на обещание в город Киев. Просьба Симона от 30 июня 1722 года о высылке ему его книг и других вещей (в реестре значатся среди прочих рукописи Пуфендорфа и Юста Липсия) была исполнена асессорами Священного Синода 28 июля. 
В докладе Синоду преосвященного епископа Вологодского Афанасия, о разностях Киевской, Черниговской и Малороссийской церквей с Греческою и Велико-Российскою, о которых писал в своих письмах иеродиакон Макарий, говорится о неправильных суждениях Симона относительно святых: «а что Кохановский говорил, и ежели то правда, то хула святых признавается». 
В 1724 году игумен Мгарского Лубенского монастыря Илларион Рогалевский, жалуясь Священному Синоду на киевского архиепископа Варлаама Вонатовича за отстранение его от управления монастырем вследствие ложного доноса братии монастыря о расхищении им монастырского имущества, утверждает, что следствие по этому доносу незаконно проводил «отец С. Кохановский, который делал в монастыре, что хотел, показуючи не христианство, а бесчеловечие, скарб его (Иллариона) описал и опечатал, а его самого отправил в Киев, где он был помещен в смрадной келье, аки в темнице». 
В «Обзоре» Филарета Черниговского показаны следующие ученые труды Симона: 1) «Слово, произнесенное в день Благовещения в Ревеле 1720 г.», труд по обличению раскольников, бывших в то время в Лифляндии; издано у Пекарского; 2) перевод Юста Липсия: «Увещания и приклады политические, от различных историков Юстом Липсием на латинском языке собранные, а ныне тщанием и трудами иеромонаха Кохановского русским языком написанные лета 1721». Но работ у Симона было много больше, как видно из нижеследующего. В донесении Св. Синоду от 4 августа 1722 года Симон пишет: «взято у меня в Св. Правительствующий Синод две книги рукописные, моими трудами из латинского языка на русский язык переведенные: одна книга Самуила Пуфендорфа: „О законах естества и народов“, а другая „Exempla“ Фата Лепсия; того ради прошу всесмиренно Ваше Святейшество да повелит… заплатити мне за тие книги, буде годятся». Священным Синодом постановлено было заплатить иеромонаху Симону 20 рублей. В бытность свою проповедником в Санкт-Петербурге, он имел поручение от Священного Синода составить ответ на некое раскольническое толкование на книгу Апокалипсис, для чего и передано было ему оное толкование, конфискованное вместе с письмами его.